# Herxheim bei Landau/Pfalz
Herxheim bei Landau/Pfalz település Németországban, Rajna-vidék-Pfalz tartományban. Lakosainak száma 10 954 fő (2023. december 31.).

## Népesség
A település népességének változása:
| Lakosok száma | 8311 | 10 482 | 10 514 | 10 588 | 10 732 | 10 872 | 10 954 |
|               | 1975 | 2010   | 2017   | 2019   | 2021   | 2022   | 2023   |